# Daybreak Game Company
Daybreak Game Company LLC es un estudio desarrollador de videojuegos estadounidense con sede en San Diego. La empresa se fundó en diciembre de 1997 como Sony Online Entertainment, una subsidiaria de Sony Computer Entertainment, pero fue escindida a un inversionista independiente en febrero de 2015 y pasó a llamarse Daybreak Game Company. El 1 de diciembre de 2020, Daybreak Game Company celebró un acuerdo para ser adquirida por Enad Global 7.
Son conocidos por poseer, mantener y crear contenido adicional para los videojuegos EverQuest, EverQuest II, The Matrix Online, PlanetSide, Star Wars Galaxies, Clone Wars Adventures, Free Realms, Vanguard: Saga of Heroes, DC Universe Online, PlanetSide 2, H1Z1: Just Survive y H1Z1: King of the Kill, junto con adquisiciones más recientes como Dungeons and Dragons Online, Magic: The Gathering Online y The Lord of the Rings Online.

## Historia

### Sony Online Entertainment Inc. (1997-2005)
Sony Online Entertainment comenzó con Sony Interactive Studios America (SISA), un estudio interno de desarrollo de videojuegos de Sony, formado en 1995. En 1996, John Smedley fue puesto a cargo del desarrollo de SISA de un videojuego de rol en línea. El videojuego evolucionaría hacia el MMORPG EverQuest. Smedley contrató a los programadores Brad McQuaid y Steve Clover, quienes llamaron la atención de Smedley a través de su trabajo en el videojuego de rol para un jugador Warwizard.

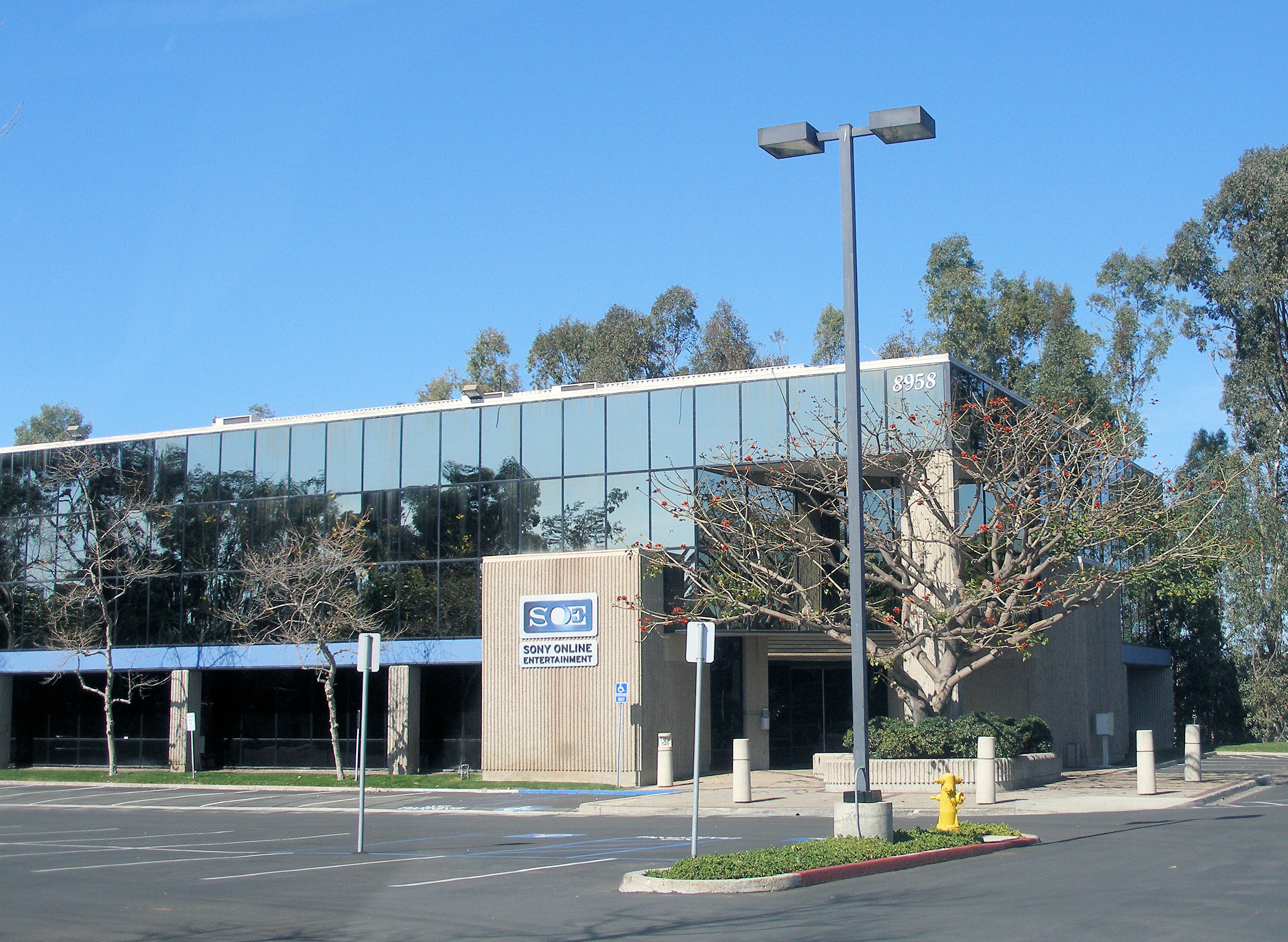
Antigua sede de Sony Online Entertainment en San Diego

En abril de 1998, se formó Sony Online Entertainment (SOE) mediante la fusión de partes de Sony Online Ventures con Sony Pictures Entertainment. En cuestión de meses después de este cambio, Sony Interactive Studios America pasó a llamarse 989 Studios. Hacia fines de 1998, 989 Studios cambió su estrategia para hacer videojuegos de PlayStation 2. Tiempo después, la rama de desarrollo de videojuegos multijugador en línea fue escindida de la empresa; John Smedley, Brad McQuaid y Russell Shanks, así como otros 55 ex-empleados de 989, fundaron RedEye Interactive, más tarde rebautizada como Verant Interactive.
Verant Interactive lanzó EverQuest el 16 de marzo de 1999 a través de Sony con expectativas modestas. El videojuego se convirtió en un éxito. En 2004, Sony informó números de suscripción cercanos a 450 000. En abril de 2000, Verant lanzó EverQuest: The Ruins of Kunark, el primero de una larga lista de paquetes de expansión para EverQuest.
En abril de 2000, Verant contrató a los ex desarrolladores de Ultima Online Raph Koster y Rich Vogel. Formaron una oficina en Austin, Texas, para desarrollar Star Wars Galaxies para LucasArts. SOE adquirió Verant en junio de 2000 y, finalmente, ascendió a Brad McQuaid a director creativo. En octubre de 2001, McQuaid renunció y fundó Sigil Games Online, atrayendo a muchos de los desarrolladores originales de EverQuest desde SOE. En noviembre de 2002, John Smedley fue promovido a presidente de SOE.
LucasArts lanzó Star Wars Galaxies en 2003, desarrollado por Sony Online Entertainment, y experimentó un rápido crecimiento, como se esperaba. Bruce Woodcock estima que Star Wars Galaxies alcanzó un pico de 300 000 suscriptores en 2004, antes de disminuir. LucasArts lanzó tres expansiones para Star Wars Galaxies, Jump to Lightspeed en octubre de 2004, Rage of the Wookiees en mayo de 2005 y Trials Of Obi-Wan en noviembre de 2005.
En 2003, la empresa también exploró un territorio de los videojuegos multijugador masivos en línea relativamente intacto con el videojuego de disparos en primera persona multijugador masivo en línea PlanetSide y el MMORPG para PlayStation 2 EverQuest Online Adventures. PlanetSide disfrutó de un lanzamiento razonablemente exitoso, sin embargo, nunca atrajo una gran popularidad. SOE lanzó dos expansiones para PlanetSide: Core Combat, una expansión de pago y BattleFame Robotics, una expansión gratuita. EverQuest Online Adventures por su parte generó una expansión, EverQuest Online Adventures Frontiers. El videojuego cerró sus servidores el 29 de marzo de 2012, después de nueve años de funcionamiento.
EverQuest II fue lanzado el 9 de noviembre de 2004. La secuela se estableció cientos de años después de la original. Siguiendo una estrategia similar a EverQuest, SOE lanzó varios paquetes de aventuras y paquetes de expansión para EverQuest II, comenzando con The Bloodline Chronicles en marzo de 2005.
En enero de 2005, Sony Online Entertainment anunció la creación de Station Publishing, una nueva marca para distribuir títulos creados por desarrolladores externos. En noviembre de 2005, SOE agregó el parche "New Game Enhancements" a Star Wars Galaxies, cambiando muchas de las mecánicas centrales del videojuego. Esto molestó a jugadores y críticos, lo que hizo disminuir el nivel de jugadores concurrentes alrededor de 10 000; relativamente pocos para la industria de los MMO.
SOE produjo numerosas expansiones de EverQuest y videojuegos derivados, incluidos Champions of Norrath (para PlayStation 2) y Lords of EverQuest (Windows). Publicaron Champions: Return to Arms, la secuela de Champions of Norrath, en febrero de 2005. En agosto de 2005, SOE llegó a un acuerdo con Warner Bros. Entertainment que vio la adquisición y la transición de The Matrix Online a la línea existente de videojuegos de SOE.

### Sony Online Entertainment LLC (2006-2015)

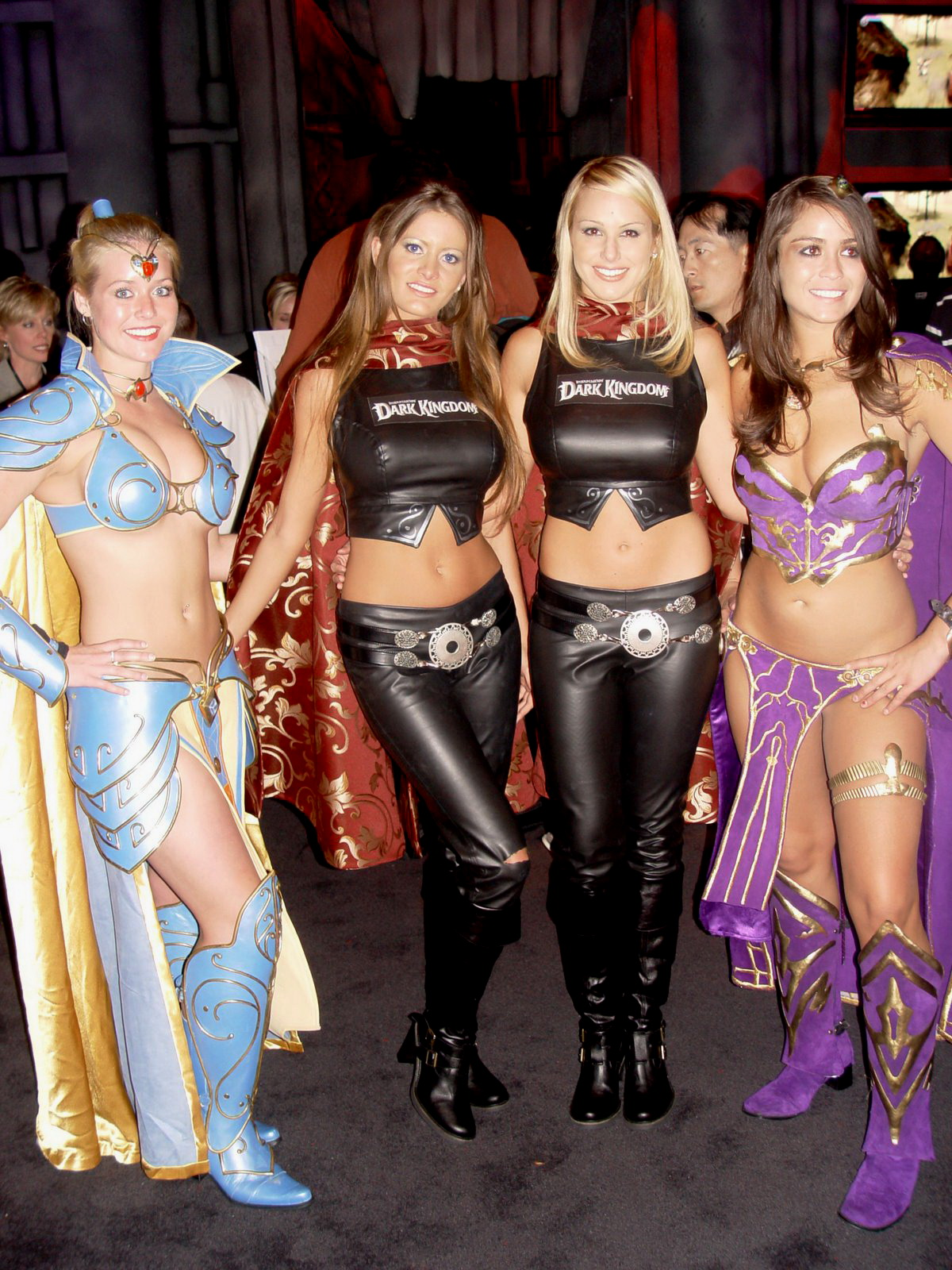
Promoción de EverQuest II y Untold Legends: Dark Kingdom en la E3 2006

En 2006, Sony Online Entertainment, Inc. se convirtió en Sony Online Entertainment LLC, propiedad de Sony Pictures Digital y Sony Computer Entertainment America. En mayo de 2006, se anunció que SOE sería coeditor de Vanguard: Saga of Heroes. Sin embargo, Sigil retuvo todos los derechos de desarrollo y el papel de SOE fue solo el de marketing, distribución, soporte técnico y alojamiento de los servidores del videojuego. SOE también anunció el lanzamiento de Field Commander, su tercer videojuego para PlayStation Portable. En agosto de 2006, SOE anunció la adquisición del estudio Worlds Apart Productions, renombrándolo a SOE-Denver. En ese entonces, el estudio lanzó una versión en línea del videojuego de estrategia construible Pirates de WizKids. En noviembre de 2006, SOE lanzó su primer título para PlayStation 3, Untold Legends: Dark Kingdom, dentro de la ventana de lanzamiento de la consola.
En enero de 2007, SOE anunció que obtuvo los derechos de licencia de Midway Home Entertainment para desarrollar y lanzar seis videojuegos clásicos de Midway para PlayStation 3, incluidos Mortal Kombat II, Gauntlet II, Joust, Rampage World Tour, Rampart y Championship Sprint. Los videojuegos estuvieron disponibles en PlayStation Store. El anuncio se produjo poco después de que SOE lanzara su segunda descarga digital para PlayStation 3, GripShift. El 15 de mayo de 2007, Sony Online Entertainment anunció que había completado una transacción para comprar activos clave de Sigil Games Online, incluido Vanguard: Saga of Heroes (descrito como la "propiedad de la tienda de campaña" de Sigil).
El 13 de marzo de 2008, Sony Online Entertainment anunció que Sony Computer Entertainment tendrá control directo sobre SOE.
El 16 de enero de 2009, la empresa se unió a Steam y vendió EverQuest, EverQuest II y Vanguard: Saga of Heroes a través de la tienda digital. El mismo día, la empresa compró PoxNora, un videojuego de estrategia por turnos en línea. El 1 de agosto de 2009, SOE cerró The Matrix Online después de 4 años de funcionamiento. Se desarrolló un libro de recuerdos y se puso a disposición para su descarga en el sitio del videojuego.
El 15 de julio de 2010, SOE eliminó 35 puestos de tiempo completo y un número no revelado de puestos temporales para «(...)alinear mejor los recursos de la empresa(...)». El 8 de agosto de 2010, SOE anunció que EverQuest Next estaba en las primeras etapas de desarrollo, pero el proyecto fue cancelado en 2016.
El 7 de enero de 2011, SOE y Fastpoint Games anunciaron el lanzamiento alfa del videojuego de Facebook Fortune League. Fortune League integraba datos de rendimiento en tiempo real, como daños, muertes y curaciones, directamente desde el entorno del juego multijugador masivo en línea y los utilizaba para formar "Hero Stats" que impulsaban el juego. Por lo tanto, las acciones de los jugadores dentro de EverQuest II afectaron lo que sucedió en Fortune League, y los premios de Fortune League ayudaron a los usuarios a avanzar en el entorno de EverQuest II.  El 1 de febrero de 2011, SOE presentó nuevos videojuegos de PlayStation Network que se lanzarían durante todo ese año. Estos incluyeron Acceleration of Suguri X Edition, Akimi Village, Plantas contra zombis, Rochard, Sideway y Slam Bolt Scrappers. El 31 de marzo de 2011, SOE informó que eliminaría 205 puestos de trabajo y cerraría sus estudios en Denver, Seattle y Tucson. También se canceló el proyecto de The Agency.
El 6 de diciembre de 2011, EverQuest II cambió a un modelo gratuito, con suscripciones opcionales. El 15 de diciembre de 2011, SOE cerró los servidores de Star Wars Galaxies. SOE mantuvo un libro conmemorativo titulado "Memory Book" para los jugadores.

#### Filtración de datos
El 27 de abril de 2011, Sony, la empresa matriz de SOE, emitió declaraciones sobre una intrusión ocurrida cerca del 18 de abril en PlayStation Network y el posible robo de datos personales de hasta 77 millones de suscriptores. Sony sostuvo que PlayStation Network y SOE están alojados y se ejecutan en subsistemas completamente separados y que la intrusión de PlayStation Network no tuvo un efecto importante en los servicios en línea de SOE.
El 2 de mayo de 2011, SOE interrumpió sus servicios en línea. A los jugadores se les dijo: «Hemos tenido que desconectar el servicio SOE temporalmente. En el curso de nuestra investigación sobre la intrusión en nuestros sistemas, hemos descubierto un problema que merece suficiente preocupación para que suspendamos el servicio de manera inmediata. Proporcionaremos una actualización más tarde hoy (lunes)». Posteriormente, SOE reveló que «es posible que se haya robado información personal de aproximadamente 24,6 millones de cuentas de SOE», incluidos nombres, direcciones, números de teléfono, direcciones de correo electrónico, sexo, fecha de nacimiento, ID de inicio de sesión y contraseñas cifradas.

### Daybreak Game Company (2015-presente)
El 2 de febrero de 2015, Sony anunció que SOE había sido vendida a la empresa de inversión Columbus Nova por un monto no revelado y que pasaría a llamarse Daybreak Game Company. Ya que dejó de ser propiedad de Sony, Daybreak pudo desarrollar sus videojuegos para plataformas distintas de PlayStation, incluidas Xbox y plataformas móviles. El 11 de febrero, los empleados de la empresa informaron que estaban siendo despedidos, incluidos varios desarrolladores sénior y gerentes de proyectos. Poco después, Daybreak respondió anunciando que los despidos tenían como objetivo hacer que la empresa fuera rentable, pero no detalló el alcance de los despidos ni si afectaría el desarrollo y el soporte de sus videojuegos nuevos y existentes. El 22 de julio de 2015, Daybreak anunció que John Smedley había dejado el cargo de presidente de la empresa y que Russell Shanks, el ex director de operaciones de la empresa, asumiría su cargo. El 21 de agosto de 2015, Smedley dejó Daybreak para fundar una nueva empresa. En octubre de 2016, Russell Shanks dejó Daybreak.
El 19 de diciembre de 2016, se anunció que Daybreak Games se convertiría en el nuevo editor de The Lord of the Rings Online y Dungeons & Dragons Online, reemplazando a Warner Bros. Interactive Entertainment. Sin embargo, los dos videojuegos mantendrían su antiguo sistema de cuentas y centros de servidores, sin integrarse con el resto de Daybreak. El resultado de este acuerdo provocaría el cierre de Asheron's Call y Asheron's Call 2: Fallen Kings el 31 de enero de 2017.
En abril de 2018, Viktor Vekselberg, empresario ruso y propietario de la empresa de cartera Renova Group, fue sancionado por el Departamento del Tesoro de Estados Unidos como parte de una investigación sobre la interferencia rusa en las elecciones presidenciales estadounidenses de 2016. Columbus Nova se había identificado previamente como una filial de Renova Group, mientras que Renova Group había incluido a Columbus Nova como parte de su estructura corporativa. Posteriormente, se creyó que Columbus Nova, y en consecuencia Daybreak, también se habían visto afectados por estas sanciones. Posteriormente, Daybreak comenzó a negar que se había vendido a Columbus Nova, afirmando que Jason Epstein había adquirido la empresa a través de su empresa Inception Acquisitions, LLC. En el momento de la adquisición, Epstein había sido socio de Columbus Nova, aunque dejó esa empresa en 2017. Un portavoz de Daybreak afirmó que los vínculos exactos de Epstein con Columbus Nova habían causado confusión en los informes de los medios sobre la venta, a pesar de que su comunicado de prensa eliminado hizo la misma afirmación. Columbus Nova también declaró que nunca había sido propiedad de Renova Group, aunque Renova Group había sido su cliente más importante.
En septiembre de 2018, el holding NantWorks anunció su inversión estratégica en Daybreak. La nueva empresa conjunta, NantG Mobile, estaría encargada de llevar los videojuegos populares de Daybreak (incluidos EverQuest y H1Z1) a las plataformas móviles. Se produjeron tres rondas de despidos entre abril de 2018 y octubre de 2019; se estimó que las rondas de diciembre afectaron a unas 70 personas. Según Daybreak, estos despidos fueron para «una realineación de la empresa en equipos de franquicia separados, lo que nos permitirá resaltar su experiencia, mostrar mejor los juegos en los que trabajan y, en última instancia, brindar experiencias personalizadas para nuestros jugadores».
Después de la ronda de despidos de octubre de 2019, Daybreak anunció en enero de 2020 que reorganizaría su estructura interna para formar tres divisiones: Dimensional Ink Games, Darkpaw Games y Rogue Planet Games. Dimensional Ink se hizo responsable del mantenimiento continuo de DC Universe Online mientras trabajaba en un nuevo MMO, Darkpaw se centraría en la franquicia EverQuest y Rogue Planet se centraría en PlanetSide 2.
En agosto de 2020, se anunció que Daybreak adquiriría Cold Iron Studios, que en ese momento estaba desarrollando un videojuego para PC y consolas ambientado en el universo Alien. Sin embargo, el trato nunca se concretó y la posterior compra de Daybreak por parte de Enad Global 7 no incluyó a Cold Iron Studios.
El 1 de diciembre de 2020, se informó que Enad Global 7 adquiriría Daybreak Game Company por 300 millones de dólares. La transacción se completó el 22 de diciembre.
En diciembre de 2021, se informó que Daybreak Game Company se haría cargo del desarrollo de Magic: The Gathering Online en 2022. La transición a los servidores de Daybreak Games se completó el 18 de octubre de 2022.

## Station.com
Station.com era un portal de Sony Online Entertainment para sus videojuegos de PC, consola, vidoejuegos casuales y móviles. Los jugadores podían acceder y descargar videojuegos como EverQuest, EverQuest II y PlanetSide. Station.com también proporcionó adelantos de nuevos videojuegos para PlayStation 2, PlayStation 3 y PlayStation Portable, incluido Untold Legends: Dark Kingdom. En agosto de 2006, Station.com agregó varios juegos de Sony Pictures Digital Entertainment.

## Motor ForgeLight
El motor ForgeLight es un motor de videojuego desarrollado por la empresa y utilizado para Free Realms, Clone Wars Adventures, PlanetSide 2, Landmark, EverQuest Next, Just Survive y H1Z1. El motor puede admitir hasta 2000 jugadores en un solo servidor de videojuego y permite que un cliente de videojuego represente a más de 200 jugadores a la vez.

## Videojuegos
| Título                                   | Fecha de lanzamiento                    | Plataforma(s)                                                                    | Estado                | Notas |
| ---------------------------------------- | --------------------------------------- | -------------------------------------------------------------------------------- | --------------------- | --- |
| Tanarus                                  | 30 de noviembre de 1997                 | Windows                                                                          | Cerrado el 10-06-2010 | |
| EverQuest                                | 16 de marzo de 1999                     | Windows                                                                          | Activo                | Codesarrollado con 989 Studios |
| Infantry                                 | octubre de 1999                         | Windows                                                                          | Cerrado el 29-03-2012 | Desarrollado por Harmless eGames LLC |
| Cosmic Rift                              | 17 de abril de 2001                     | Windows                                                                          | Cerrado el 29-03-2012 | Desarrollado por Jeff Petersen |
| EverQuest Online Adventures              | 11 de febrero de 2003                   | PlayStation 2                                                                    | Cerrado el 29-03-2012 | |
| PlanetSide                               | 20 de mayo de 2003                      | Windows                                                                          | Cerrado el 01-07-2016 | |
| Star Wars Galaxies                       | 26 de junio de 2003                     | Windows                                                                          | Cerrado el 15-12-2011 | Publicado por LucasArts. Cerrado después de que cesara la licencia con LucasArts. |
| EverQuest Online Adventures: Frontiers   | 17 de noviembre de 2003                 | PlayStation 2                                                                    | Cerrado el 29-03-2012 | |
| Star Chamber: The Harbinger Saga         | noviembre de 2003                       | Windows                                                                          | Cerrado el 29-03-2012 | Desarrollado por Nayantara Studios |
| Lords of EverQuest                       | 12 de diciembre de 2003                 | Windows                                                                          | —                     | Desarrollado por Rapid Eye Entertainment |
| Zuma                                     | 12 de diciembre de 2003                 | PlayStation 2                                                                    | —                     | Creado con PopCap Games Frameworks |
| Champions of Norrath                     | 10 de febrero de 2004                   | PlayStation 2                                                                    | —                     | Desarrollado por Snowblind Studios |
| EverQuest II                             | 08 de noviembre de 2004                 | Windows                                                                          | Activo                | |
| Champions: Return to Arms                | 07 de febrero de 2005                   | PlayStation 2                                                                    | —                     | Desarrollado por Snowblind Studios |
| Untold Legends: Brotherhood of the Blade | 22 de marzo de 2005                     | PSP                                                                              | —                     | |
| The Matrix Online                        | 09 de agosto de 2005                    | Windows                                                                          | Cerrado el 31-07-2009 | Lanzado originalmente el 22 de marzo de 2005 por Monolith Productions. Adquirido por SOE el 09 de agosto de 2005. |
| Untold Legends: The Warrior's Code       | 28 de marzo de 2006                     | PSP                                                                              | —                     | |
| Field Commander                          | 23 de mayo de 2006                      | PSP                                                                              | —                     | |
| PoxNora                                  | 01 de agosto de 2006                    | Windows                                                                          | Cerrado el 06-03-2014 | Codesarrollado por Octopi Media Design Lab y Desert Owl Games. Ahora dirigido por Desert Owl Games. |
| Cash Guns Chaos                          | 17 de noviembre de 2006                 | PlayStation 3                                                                    | —                     | |
| Untold Legends: Dark Kingdom             | 19 de noviembre de 2006                 | PlayStation 3                                                                    | —                     | |
| Vanguard: Saga of Heroes                 | 30 de enero de 2007                     | Windows                                                                          | Cerrado el 31-07-2014 | Copublicado con Sigil Games |
| Legends of Norrath                       | 09 de mayo de 2007                      | Windows                                                                          | Cerrado el 17-08-2016 | |
| God of War: Betrayal                     | 20 de junio de 2007                     | Java Micro Edition                                                               | —                     | Codesarrollado con Javaground y publicado por Sony Pictures Digital |
| Pirates of the Burning Sea               | 22 de enero de 2008                     | Windows                                                                          | Activo                | Desarrollado originalmente por Flying Lab Software. Ahora dirigido por Portalus. |
| Bejeweled 2                              | 29 de enero de 2009                     | PlayStation 3                                                                    | —                     | Adaptación manejada junto a PopCap Games. |
| Free Realms                              | 28 de abril de 2009                     | Windows, PlayStation 3                                                           | Cerrado el 31-03-2014 | Lanzado el 29 de marzo de 2011 for PS3 |
| Peggle y Peggle Nights                   | 19 de noviembre de 2009                 | PlayStation 3                                                                    | —                     | Adaptación manejada junto a PopCap Games. |
| Clone Wars Adventures                    | 15 de septiembre de 2010                | Windows                                                                          | Cerrado el 31-03-2014 | |
| Fortune League                           | 07 de enero de 2011                     | Facebook                                                                         | Cerrado el 11-07-2011 | Desarrollado con Fastpoint Games |
| DC Universe Online                       | 11 de enero de 2011                     | Windows, PlayStation 3 (descontinuado), PlayStation 4, Xbox One, Nintendo Switch | Activo                | Desarrollado por Dimensional Ink Games |
| Magic: The Gathering – Tactics           | 18 de enero de 2011                     | Windows, PlayStation 3                                                           | Cerrado el 28-03-2014 | |
| Plantas contra zombis                    | 08 de febrero de 2011                   | PlayStation 3, PlayStation Vita                                                  | —                     | Adaptación manejada junto a PopCap Games |
| Payday: The Heist                        | 04 de octubre de 2011                   | Windows, PlayStation 3                                                           | —                     | Desarrollado con Overkill Software |
| Bullet Run                               | 31 de julio de 2012                     | Windows                                                                          | Cerrado el 08-03-2013 | Desarrollado por ACONY |
| PlanetSide 2                             | 20 de noviembre de 2012                 | Windows, PlayStation 4                                                           | Activo                | |
| Dragon's Prophet                         | 23 de septiembre de 2013                | Windows                                                                          | Cerrado el 16-11-2015 | Desarrollado por Runewaker Entertainment |
| Just Survive                             | 15 de enero de 2015 (acceso anticipado) | Windows                                                                          | Cerrado el 24-10-2018 | Anteriormente, el concepto del videojuego original se vendió en acceso anticipado, conocido simplemente como H1Z1, hasta que se dividió en dos proyectos separados en febrero de 2016. Se renombró como Just Survive en octubre de 2017. Cerrado en octubre de 2018. |
| Landmark                                 | 10 de junio de 2016                     | Windows                                                                          | Cerrado el 21-02-2017 | Estaba en desarrollo paralelo con EverQuest Next. |
| Z1 Battle Royale                         | 28 de febrero de 2018                   | Windows, PlayStation 4                                                           | Activo                | Anteriormente conocido como King of the Kill y H1Z1. |
| EverQuest Next                           | Cancelado                               | Windows, PlayStation 4                                                           | Cancelado             | Cancelado el 11 de marzo de 2016 |
| PlanetSide Arena                         | Cancelado                               | Windows, PlayStation 4, Xbox One                                                 | Cancelado             | Cancelado el 13 de diciembre de 2019, mientras que los servidores cerraron el 10 de enero de 2020. |